# Zulfiqar
Zulfiqar – irański czołg podstawowy, produkowany od 1999 roku. Nazwa czołgu pochodzi od Zulfikara – mitycznego miecza Allego.

## Opis
Załoga czołgu składa się z trzech osób: dowódcy, kierowcy i działonowego.
Czołg ma konwencjonalny układ, tzn. przedział kierowcy z przodu, wieża pośrodku i układ zasilania z tyłu wozu. 125-milimetrowa armata czołgowa i towarzyszący jej układ automatycznego ładowania zaczerpnięto z radzieckiego czołgu T-72, który również był w Iranie produkowany. W standardowym wyposażeniu znajdują się m.in. skomputeryzowany system kontroli ognia, celowniki noc/dzień, system obronny przed bronią masowego rażenia oraz system wykrywania i tłumienia ognia. W październiku 2016 roku rozpoczęły się testy systemu obrony aktywnej rodzimej produkcji.